# West Coast Seattle Boy: The Jimi Hendrix Anthology
West Coast Seattle Boy: The Jimi Hendrix Anthology – pośmiertna antologia Jimiego Hendriksa, zawierająca niewydane wcześniej nagrania studyjne i koncertowe, alternatywne wersje utworów oraz te sprzed okresu gry w The Jimi Hendrix Experience. Do wersji „Deluxe” dołączono DVD z filmem dokumentalnym: Jimi Hendrix Voodoo Child.

## Lista utworów
Autorem wszystkich utworów, chyba że zaznaczono inaczej jest Jimi Hendrix. Płyta 1. zawiera kompozycje innych autorów, Hendrix występuje na niej jako muzyk sesyjny.
- * = Wcześniej niewydane utwory
- ** = Wcześniej niewydane alternatywne wersje utworów

### Wersja Deluxe
| CD1 (jako sideman) | CD1 (jako sideman)                                           | CD1 (jako sideman) |
| Nr                 | Tytuł utworu                                                 | Długość            |
| ------------------ | ------------------------------------------------------------ | ------------------ |
| 1.                 | „Testify” (The Isley Brothers)                               | 4:09               |
| 2.                 | „Mercy, Mercy” (Don Covay)                                   | 2:26               |
| 3.                 | „Can't Stay Away” (Don Covay)                                | 2:50               |
| 4.                 | „My Diary” (Rosa Lee Brooks)                                 | 2:22               |
| 5.                 | „Utee” (Rosa Lee Brooks)                                     | 1:58               |
| 6.                 | „I Don’t Know What You Got But It’s Got Me” (Little Richard) | 4:02               |
| 7.                 | „Dancing All Around the World”                               | 3:00               |
| 8.                 | „I’m So Glad” (Frank Howard & The Commanders)                | 2:39               |
| 9.                 | „Move Over and Let Me Dance” (The Isley Brothers)            | 2:41               |
| 10.                | „Have You Ever Been Disappointed” (The Isley Brothers)       | 6:19               |
| 11.                | „Help Me (Get the Feeling) (Part I)” (Ray Sharpe)            | 2:33               |
| 12.                | „(My Girl) She’s a Fox” (The Icemen)                         | 2:43               |
| 13.                | „That Little Old Groovemaker” (Jimmy Norman)                 | 2:16               |
| 14.                | „Sweet Thang” (Billy Lamont)                                 | 2:33               |
| 15.                | „Instant Groove” (King Curtis)                               | 2:24               |
|                    |                                                              | 44:55              |

| CD2 | CD2                                          | CD2     |
| Nr  | Tytuł utworu                                 | Długość |
| --- | -------------------------------------------- | ------- |
| 1.  | „Fire” (**)                                  | 2:51    |
| 2.  | „Are You Experienced?” (*)                   | 6:04    |
| 3.  | „May This Be Love” (**)                      | 3:18    |
| 4.  | „Can You See Me” (**)                        | 2:34    |
| 5.  | „The Wind Cries Mary” (live)                 | 3:57    |
| 6.  | „Love or Confusion” (**)                     | 3:16    |
| 7.  | „Little One” (*)                             | 4:11    |
| 8.  | „Mr. Bad Luck” (**)                          | 2:57    |
| 9.  | „Cat Talking to Me” (**)                     | 2:54    |
| 10. | „Castles Made of Sand” (*)                   | 3:12    |
| 11. | „Tears of Rage” (* Dylan, Manuel)            | 5:22    |
| 12. | „Hear My Train a Comin’” (*)                 | 4:37    |
| 13. | „1983... (A Merman I Should Turn to Be)” (*) | 3:31    |
| 14. | „Long Hot Summer Night” (*)                  | 2:32    |
| 15. | „My Friend” (*)                              | 3:59    |
| 16. | „Angel” (*)                                  | 3:11    |
| 17. | „Calling All the Devil’s Children” (*)       | 5:38    |
| 18. | „New Rising Sun” (**)                        | 7:24    |
|     |                                              | 1:11:28 |

| CD3 | CD3                           | CD3     |
| Nr  | Tytuł utworu                  | Długość |
| --- | ----------------------------- | ------- |
| 1.  | „Hear My Freedom” (*)         | 5:23    |
| 2.  | „Room Full of Mirrors” (*)    | 2:32    |
| 3.  | „Shame, Shame, Shame” (*)     | 3:01    |
| 4.  | „Messenger” (*)               | 3:20    |
| 5.  | „Hound Dog Blues” (*)         | 4:44    |
| 6.  | „Untitled Basic Track” (*)    | 3:49    |
| 7.  | „Star Spangled Banner” (live) | 2:29    |
| 8.  | „Purple Haze” (live)          | 5:51    |
| 9.  | „Young/Hendrix” (**)          | 20:57   |
| 10. | „Mastermind” (* L. Lee)       | 4:44    |
| 11. | „Message to Love” (**)        | 3:40    |
| 12. | „Fire” (* live)               | 3:40    |
| 13. | „Foxy Lady” (* live)          | 3:40    |
|     |                               | 1:07:50 |

| CD4 | CD4                                     | CD4     |
| Nr  | Tytuł utworu                            | Długość |
| --- | --------------------------------------- | ------- |
| 1.  | „Stone Free” (* live)                   | 14:46   |
| 2.  | „Burning Desire” (*)                    | 8:46    |
| 3.  | „Lonely Avenue” (*)                     | 4:22    |
| 4.  | „Everlasting First” (** Hendrix/A. Lee) | 4:13    |
| 5.  | „Freedom” (*)                           | 4:15    |
| 6.  | „Peter Gunn / Catastrophe” (** Mancini) | 3:06    |
| 7.  | „In from the Storm” (**)                | 3:34    |
| 8.  | „All God's Children” (*)                | 6:19    |
| 9.  | „Red House” (** live)                   | 7:29    |
| 10. | „Play That Riff (Thank You)” (*)        | 0:35    |
| 11. | „Bolero” (**)                           | 5:31    |
| 12. | „Hey Baby (New Rising Sun)” (**)        | 6:05    |
| 13. | „Suddenly November Morning” (*)         | 4:12    |
|     |                                         | 1:13:13 |

### Wersja jedno płytowa (CD)
| Nr  | Tytuł utworu                      | Długość |
| --- | --------------------------------- | ------- |
| 1.  | „Fire” (**)                       | 2:51    |
| 2.  | „Love or Confusion” (**)          | 3:16    |
| 3.  | „Room Full of Mirrors” (*)        | 2:32    |
| 4.  | „Shame, Shame, Shame” (*)         | 3:01    |
| 5.  | „Mr. Bad Luck” (**)               | 2:57    |
| 6.  | „May This Be Love” (**)           | 3:18    |
| 7.  | „Are You Experienced?” (*)        | 6:04    |
| 8.  | „Tears of Rage” (* Dylan, Manuel) | 5:22    |
| 9.  | „Hear My Freedom” (*)             | 5:23    |
| 10. | „Hound Dog Blues” (*)             | 4:44    |
| 11. | „Lonely Avenue” (*)               | 4:22    |
| 12. | „Burning Desire” (*)              | 8:49    |
| 13. | „In from the Storm” (**)          | 3:36    |
| 14. | „Bolero” (**)                     | 5:31    |
| 15. | „Hey Baby (New Rising Sun)” (**)  | 6:06    |
|     |                                   | 1:07:52 |

## Twórcy
- Jimi Hendrix – gitara, śpiew
- Mitch Mitchell – perkusja
- Noel Redding – gitara basowa
- Billy Cox – gitara basowa – CD3 (10 – 13), CD4
- Buddy Miles – perkusja – CD3 (11 – 13), CD4 (1 – 3)